# Jorgen Klubien
Jorgen Klubien est un animateur, scénariste, storyboardeur et musicien américano-danois né le 20 mai 1958 à Copenhague.

## Filmographie

### Animateur
- 1981 : Peter le chat
- 1983 : Otto er et næsehorn
- 1985 : ABC Weekend Specials (1 épisode)
- 1985 : Pee-Wee Big Adventure
- 1986 : Fievel et le Nouveau Monde
- 1987 : Les Aventures des Chipmunks (The Chipmunk Adventure)
- 1988 : Oliver et Compagnie
- 1989 : Walter and Carlo i Amerika
- 1990 : Bernard et Bianca au pays des kangourous
- 1993 : L'Étrange Noël de monsieur Jack
- 1993 : Verdenshistorien 1. del: En plads på jorden
- 1998 : 1 001 Pattes
- 2010 : Dragons
- 2010 : Shrek 4 : Il était une fin
- 2012 : Frankenweenie

### Storyboardeur
- 1993 : L'Étrange Noël de monsieur Jack
- 1996 : James et la Pêche géante
- 1998 : 1 001 Pattes
- 1999 : Toy Story 2
- 2001 : Monstres et Cie
- 2005 : Moongirl
- 2006 : Georges le petit curieux
- 2006 : Cars
- 2012 : Frankenweenie
- 2013 : Drôles de dindes
- 2017 : Capitaine Superslip
- 2017 : Le Monde secret des Émojis
- 2019 : Dumbo
- 2019 : Le Parc des merveilles

### Scénariste
- 1993 : Thomas og Tim
- 1994 : Le Roi lion
- 1995 : Pocahontas : Une légende indienne
- 1998 : Mulan
- 1998 : Pinocchio i Hollywood
- 2006 : Cars
- 2020 : The Academy of Magic

### Réalisateur
- 1998 : Pinocchio i Hollywood
- 2014 : Hero Factory (1 épisode)
- 2020 : The Academy of Magic